# Цалиев, Александр Михайлович
Ца́лиев Алекса́ндр Миха́йлович (род. 5 января 1951, Дур-Дур Дигорского района) — судья, член Комитета конституционного надзора СОАССР (1990—1994), министр юстиции (1994—1998) председатель Конституционного суда Республики Северная Осетия-Алания (с 2001 года), профессор, доктор юридических наук (1993), Заслуженный юрист Российской Федерации (2006).

## Образование
В 1975 году с отличием окончил юридический факультет Северо-Осетинского государственного университета по специальности «правоведение». На следующий год был принят в этот же вуз на должность ассистента кафедры правовых дисциплин, параллельно обучаясь в заочной аспирантуре Ленинградского госуниверситета, где и защитил кандидатскую диссертацию в 1981 году, а в дальнейшем (1993 год) — и докторскую диссертацию.

## Политическая деятельность
Государственная деятельность Цалиева А. М. началась с избрания в 1990 году членом Комитета конституционного надзора СОАССР. Затем он работал в должности Министра юстиции Республики Северная Осетия-Алания (с 1994 по 1998 гг.), являлся депутатом Парламента Республики Северная Осетия-Алания (с 1999 по 2001 год) с одновременным исполнением обязанностей заместителя Председателя Комитета Парламента Республики Северная Осетия-Алания по законодательству, законности и местному самоуправлению. Параллельно занимался и научно-педагогической работой, целиком связанной с Северо-Осетинским государственным университетом, в котором он прошел путь от ассистента до заведующего кафедрой конституционного права. Конституционный Суд Республики Северная Осетия-Алания он возглавил в июле 2001 года, построив с самых основ его работу и собрав в его Аппарате профессиональных и высококвалифицированных работников. По результатам этой деятельности Президент Республики Северная Осетия-Алания присвоил ему в 2004 году высший квалификационный класс судьи. Цалиев А. М. является автором ряда монографий и учебных пособий по проблемам конституционного права, организации и функционирования органов государственной и местной власти, законности и борьбы с преступностью. Он регулярно выступает с научными докладами на научно-практических конференциях международного, всероссийского и регионального масштаба, в средствах массовой информации. В сборниках конференций и научных журналах им опубликовано более 200 статей. Его государственная и профессиональная деятельность неоднократно отмечалась руководством Российской Федерации и Республики Северная Осетия-Алания. Он награждён Министром юстиции Российской Федерации Медалью Анатолия Кони (1995 г.), Президентом Республики Северная Осетия-Алания — Почетной грамотой Республики Северная Осетия-Алания (1996 г.), Почетной грамотой Правительства Российской Федерации (1997 г.). Указом Президента Российской Федерации Цалиеву А. М. в 1994 году были присвоен классный чин государственного советника юстиции 3 класса, а в 1997 году — государственного советника юстиции 2 класса. В 2001 году Указом Президента Республики Северная Осетия-Алания Цалиеву А. М. присваивается звание «Заслуженный деятель науки Республики Северная Осетия-Алания», 10 апреля 2006 года Указом Президента Российской Федерации — почетное звание «Заслуженный юрист Российской Федерации», 27 декабря 2010 года Указом Главы РСО-Алания за большой личный вклад в поддержание конституционной законности в РСО-Алания награждён медалью «Во Славу Осетии», 27 апреля 2012 года — медалью Совета судей РФ и Судебного департамента при Верховном Суде РФ «За безупречную службу». С 2005 года Цалиев А. М. входит в состав Совета судей Российской Федерации. С 2008 года Цалиев А.М является членом Президиума Совета судей Российской Федерации.
В 2014 году награждён южноосетинским орденом Дружбы.